# ドクトカゲ科
ドクトカゲ科（ドクトカゲか、Helodermatidae）は、爬虫綱有鱗目に属する科。ドクトカゲ属のみで構成を形成する。

## 分布
アメリカ合衆国、グアテマラ、メキシコ

## 形態
最大種はメキシコドクトカゲで、アメリカドクトカゲの方が小型。体形は太い。全身は粒状の鱗で覆われる。頭部は大型で、吻端は丸みを帯びる。顎の力は強く、一度噛みつくとなかなか離さない。尾は太く栄養分を貯めこむことができる。
四肢は短い。

### 毒
かつては有鱗目トカゲ亜目で本科の構成種のみ毒を持つとされていたが、現在はコモドオオトカゲなど、近縁のオオトカゲ科の種も広範に毒を持っている事が判明している（ちなみに発見者であるフライ教授はまだ確認されていないだけで、実際は100種類近いトカゲが毒を持っていると推測している）。ヘビ亜目の有毒種とは違い、毒腺は下顎にある。毒牙はあまり発達しておらず、噛みついている間に毒液を傷口から少しずつ浸透させる。
毒は強い神経毒で、噛まれると激しい痛み、頭痛、悪寒、吐き気、リンパ節の腫れなどの症状が現れ、最悪の場合死に至る。ただし、人の死亡例は咬傷被害時に酒酔い状態だった者や健康状態が良好でなかった者にあるが、極めて稀。
毒液が少ないことや、咬傷被害が少ないことから血清は用意されていない。

## 分類
- Heloderma horridum　メキシコドクトカゲ Beaded lizard
- Heloderma suspectum　アメリカドクトカゲ Gila monster
- Heloderma exasperatum
- Heloderma charlesbogerti
- Heloderma alvarezi
- Heloderma texana†

## 生態
砂漠や森林に生息する。地表棲だが、樹上に上ることもある。夜行性だが、昼間は地面に空いた穴や木の根元、岩の隙間などで休む。しかし冬季などの気温の低い日は、昼間に活動することもある。動きは緩怠で、積極的に噛みつくようなことはない。しかし突発的に素早く動くこともできる。
食性は動物食で、小型哺乳類、鳥類およびその卵や雛、小型爬虫類およびその卵などを食べる。主に嗅覚を使い獲物を探す。
繁殖形態は卵生。

## 人間との関係
ワシントン条約発効時の1975年からドクトカゲ属単位でワシントン条約附属書IIに掲載されている。
ペットとして飼育されることもあり、日本にも飼育下での繁殖個体が輸入されているが極めて高価。さらに咬傷被害による死亡例があり、血清がないことも念頭に置く必要がある。日本ではどくとかげ科（ドクトカゲ科）単位で特定動物に指定されている。
近年、アメリカドクトカゲの毒液に含まれるホルモンから糖尿病の治療薬が開発され、研究が進められている。